# 아오야기 타카시
아오야기 타카시(青柳隆志)는 지바현 지바시 출신의 일본의 문학자이며, 도쿄 세이도쿠대학 교수 겸 일본 더빙판 미키 마우스 전속 성우이다.

## 인물
치바 리츠 고등학교, 치바 대학졸업.
현재 도쿄 세이도쿠 대학교수이다.
부업으로써 월트 디즈니 컴퍼니의 미키 마우스 성우를 맡고 있다.
일본 한시의 로우에이(朗詠)가 전문이지만,최근에는 와가와 그 주변요소의 연구를 하고 있다.

## 성우 활동

### 더빙
- 디즈니 시리즈: 하우스 오브 마우스, 디즈니 삼총사, 미키의 클럽하우스, 미키의 크리스마스 - 미키 마우스

### 비디오 게임
- 킹덤하츠 시리즈(미키 왕)
  - 킹덤 하츠
  - 킹덤 하츠 버스 바이 슬립
  - 킹덤 하츠: 체인 오브 메모리즈
  - 킹덤 하츠 358/2 Days
  - 킹덤 하츠 2
  - 킹덤 하츠 III